# 阿纳纳斯
阿纳纳斯是巴西托坎廷斯州的一个市镇。总面积1587平方公里，总人口9359人，人口密度5.9人/平方公里。